# Eva Asselmann
Eva Asselmann (* 1989 in Köln) ist eine deutsche Autorin und Professorin für Persönlichkeitspsychologie in Potsdam. 

## Leben
Eva Asselmann wurde 1989 in Köln geboren, wo sie 2007 ihr Abitur an der Erzbischöflichen Liebfrauenschule ablegte. Von 2007 bis 2012 studierte sie Psychologie an der Technischen Universität Dresden (Dipl.-Psych.), wo sie 2014 am Institut für Klinische Psychologie und Psychotherapie promovierte (Dr. rer. nat.) und 2018 habilitierte (Dr. habil.). 
Während ihres Studiums und ihrer Promotion war sie Stipendiatin der Studienstiftung des Deutschen Volkes. Ihr Diplom wurde mit dem Werner-Straub-Preis für hervorragende Leistungen der wissenschaftlichen Qualifikation ausgezeichnet und ihre Habilitation durch ein Maria-Reiche-Habilitationsstipendium gefördert.
Nach ihrer Tätigkeit als wissenschaftliche Mitarbeiterin an der Technischen Universität Dresden war sie 2017 Fellow am Alfried-Krupp-Wissenschaftskolleg der Universität Greifswald und im Anschluss daran Senior Researcher an der Humboldt-Universität zu Berlin. 2021 wurde sie auf die Professur für Differentielle und Persönlichkeitspsychologie an der HMU Health and Medical University in Potsdam berufen.
Als Gastwissenschaftlerin absolvierte sie Auslandsaufenthalte an der Stony Brook University, Harvard University, Tilburg University und University of California, Los Angeles.

## Forschung
Eva Asselmann forscht zu den Themen Persönlichkeitsentwicklung, Wohlbefinden und mentale Gesundheit. Schwerpunktmäßig befasst sie sich mit folgenden Fragen: Wie wandelt sich die Persönlichkeit im Laufe des Lebens? Wie wirken sich einschneidende Erfahrungen auf die Persönlichkeit und psychische Gesundheit aus? Welche Merkmale beeinflussen die Fähigkeit, Krisen zu bewältigen und an Herausforderungen zu wachsen? Wo liegen die Grenzen zwischen wünschenswerter Weiterentwicklung und exzessiver Selbstoptimierung? Anknüpfend daran entwickelt und testet sie gezielte Interventionen zur Prävention, Resilienzförderung und Persönlichkeitsentwicklung. Beispielsweise untersucht sie, wie sich die Selbstwirksamkeitserwartung bei jungen Erwachsenen durch gezielte Trainings fördern lässt und wie sich das wiederum positiv auf die Entwicklung auswirkt. Außerdem leitet sie zwei internationale transdisziplinäre wissenschaftliche Netzwerke zu den Themen „Gezielte Persönlichkeitsentwicklung“ sowie „Persönlichkeit und perinatale Gesundheit“ mit Forschenden aus der Psychologie und verwandter Fächer.

## Wissenschaftskommunikation
Neben ihrer Forschung widmet sich Eva Asselmann der Wissenschaftskommunikation. 2022 und 2023 sind ihre populärwissenschaftlichen Bücher Woran wir wachsen und Easy Relax bei Penguin Random House erschienen. In ihrem ersten Buch (Woran wir wachsen) geht sie der Frage nach, welche Rolle Lebensereignisse wie die Geburt eines Kindes oder der Berufseinstieg für die Persönlichkeitsentwicklung spielen. In ihrem zweiten Buch (Easy Relax) stellt sie verschiedene Techniken zur Stressbewältigung im Alltag vor. Beide Werke wurden als Hörbücher vertont, in mehrere Sprachen übersetzt und international publiziert.
Als Keynote-Speakerin sprach Asselmann in Universitäten, Verbänden und Unternehmen über die Themen Persönlichkeitsentwicklung und mentale Gesundheit. 2023 und 2024 war sie in mehreren Folgen von Terra Xplore zu sehen. Sie war im Fernsehen (z. B. ARD, ZDF, WDR, MDR, rbb, Arte) und im Radio (z. B. WDR 2, Deutschlandfunk) zu Gast und wirkt als Autorin und Interview-Partnerin in zahlreichen Medien (z. B. Spektrum der Wissenschaft, Psychologie Heute, Zeit, Spiegel, Süddeutsche Zeitung) mit.

## Bücher
Asselmann, E. & Pahr, M. (2022). Woran wir wachsen: Welche Lebensereignisse unsere Persönlichkeit prägen und was uns wirklich weiterbringt. Ariston (Penguin Random House). ISBN 978-3-641-29570-7
Asselmann, E. (2023). EASY RELAX: Raus aus der Stressfalle in 20 Sekunden. Die wissenschaftlich erprobte Entspannungstechnik. Ariston (Penguin Random House). ISBN 978-3-641-30543-7